# Protorosauridae
Los protosáuridos (Protorosauridae) son una familia de saurópsidos arcosauromorfos del orden prolacertiformes, que vivieron a finales del Período geológico Pérmico, entre 258 y 251 millones de años aproximadamente entre el Wuchiapingiense y el Changhsingiense del Lopingiense, en lo que hoy es Europa. 